# Harrison Ingram

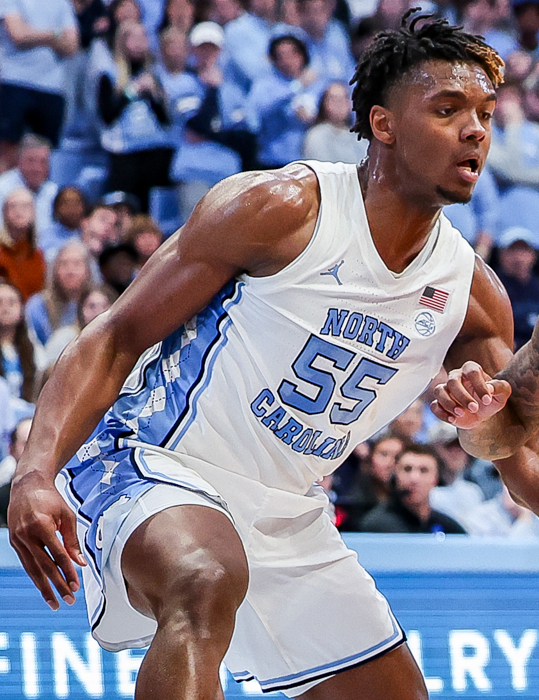
Harrison Ingram, 2024.

Harrison Claiborne Ingram, född 27 november 2002 i Dallas i Texas, är en amerikansk professionell basketspelare (SF/PF) som spelar för San Antonio Spurs i National Basketball Association (NBA).
Han draftades av San Antonio Spurs i andra rundan i 2024 års draft som 48:e spelare totalt.
Innan Ingram blev proffs studerade han vid Stanford University och spelade för deras idrottsförening Stanford Cardinal. Ingram blev senare överförd till University of North Carolina at Chapel Hill för spel i North Carolina Tar Heels.